# 小笠原広業
小笠原 広業（おがさわら ひろなり、生没年不詳）は、幕末の旗本。父は旗本・小笠原新九郎。官位は摂津守、讃岐守、甲斐守、伊賀守。幡豆小笠原氏。
弘化3年（1846年）書院番から御小納戸に進み、安政5年（1858年）将軍徳川家茂の小姓となり、同年諸大夫に叙任された。文久元年（1861年）から目付（外国掛）を務め、御用により対馬藩に派遣された。文久2年（1862年）家茂の御小納戸頭取となり、外国奉行に任じられた。元治元年（1864年）御側御用取次手伝、勤仕並寄合を経て兵庫奉行に任じられ、元治2年（1865年）日光奉行を経て目付（作事奉行格）に再任され、大坂における勘定奉行（勝手方）となり、家茂の長州征討では道中奉行を務めた。慶応2年（1866年）勤仕並寄合から江戸の勘定奉行（公事方）に再任された。慶応3年（1867年）一橋徳川家の家老となり、慶応4年（1868年）には御留守居となった。